# Ћирилична баштина
Ћирилична баштина је традиционална манифестација у области културе и туризма од значаја за општину Бајина Башта. Организује се у месецу мају у Бајиној Башти, а посвећена је српском језику и очувању ћирилице. Манифестација је настала на основу Декларације о заштити и неговању ћирилице коју је Скупштина општине Бајина Башта усвојила 5. марта 2019. године.

## Декларација
Аутор Декларације о заштити и неговању ћирилице у општини Бајина Башта је одборник Синиша Спасојевић, који је са одборником Зораном Раковићем био и предлагач овог акта. Декларација наводи да је ћирилица нит која повезује српску писменост од њених почетака до данас, сведок континуитета и идентитета српског језика и културе и показатељ колико је српско наслеђе богато и утемељено. Мотив за доношење декларације је све веће занемаривање ћирилице, а Бајина Башта има посебну обавезу као место где је постојала чувена Рачанска преписивачка школа при манастиру Рача, једна од највећих културних буктиња у најмрачнијем периоду турске владавине. Циљ усвојене декларације је да буде правни основ за свеобухватне мере заштите ћирилице, а једна од првих мера у том правцу је организовање манифестације Ћирилична баштина.

## Организација манифестације
Организатор Ћириличне баштине је Установа „Култура” из Бајине Баште.
Предвиђено је да се Ћирилична баштина одржава сваке године у трајању од три дана, око 24. маја, када Српска православна црква прославља Свете Ћирила и Методија и када се обележава Дан словенске писмености. За време манифестације организују се дешавања која су посвећена ћирилици, држе предавања еминентни стручњаци из области српског језика, одржавају трибине, уметничке изложбе и бројне друге активности које имају за циљ да се ћирилица и њено коришћење популаризује. Током трајања Ћириличне баштине врши се уручивање награда појединцима и компанијама које се посебно истичу у заштити и неговању ћирилице.

## Ћирилична баштина 2019.
На манифестацији је суграђанима било представљено ћирилично писмо у модерном типографском и дизајнерском руху, кроз изложбу два ликовна уметника Лазара Димитријевића и Немање Драгојловића. Предавања о неговању српског језика путем ћириличног писма као симбола идентитета српског народа одржао је Дејан Ристић историчар, преосвештени епископ професор др Јован Пурић и Драгана Васић професор српског језика.
Програм манифестације
Први и други дан манифестације „Ћирилична баштина“ су били организовани у самом манастиру Рача где су након јутарње службе и беседе игумана манастира, оца Германа, учесници отишли до темеља-остатка Скита светог Ђорђа који се налази на око 3–4 km од манастира у коме су монаси стварали историју српске писмености и књижевности.
Тим поводом је и образована радна група која је спроводила у дело Декларацију и која је на себе преузела организацију манифестације „Ћириличне баштине“. Радна група је састављена првенствено од чланова који су уском струком, знањем и искуством везани за српски језик и књижевност.

## Ћирилична баштина 2020.
Свечано отварање друге „Ћириличне баштине” је било 22. маја 2020. године, уз изложбу калиграфије Слика и реч аутора академског сликара Душана Мишића, као и доделу Ћириличне даровнице, диплома и захвалница. Ћирилична даровница је новина у односу на прву манифестацију која је одржана 2019. године, додељиваће се као национална награда за изузетан допринос и нарочите заслуге у очувању и промоцији ћирилице и неговању српског језика и писма.
Први добитник Награде Ћирилична даровница је дневни лист Политика.
Писмом подршке у име Министарства културе и информисања Владе Србије, министар Владан Вукосављевић поздравио је организаторе и честитао на заснивању и одржању манифестације.
Програм манифестације
Прве вечери је било отварање изложбе калиграфских радова, отварање манифестације, додела диплома за литерарни, ликовни и интернет конкурс „Ћирилица се пише срцем”, додела захвалница и додела Ћириличне даровнице.
Други дан манифестације је био јавни час калиграфије са предавањем о калиграфији које је водио академски сликар Душан Мишић, затим презентација видео снимака направљених код кућице на Дрини - „Деца о ћирилици” - ученици читају поезију. После тога је било мултимедијално предавање „Глагољате ли ћирилицу“, Анђелке Петровић, магистра науке о књижевности.
Трећи дан је након литургије у манастиру Рача, беседу о ћирилици одржао владика Јован Пурић.

## Ћирилична баштина 2021.
Трећа по реду „Ћирилична баштина” одржана је од 21. до 24 маја 2021. године. Уз поруку „Користимо ћирилицу, чувајмо своје”, на отварању манифестације су говорили Весна Ђурић, председница општине Бајина Башта, Синиша Спасојевић, председник Организационог одбора манифестације и Милован Јездић, директор Установе „Култура” Бајина Башта.
Заслужнима за заштиту, промоцију и неговање нашег националног писма додељене су награде „Ћириличне баштине”. Главно признање, „Ћирилична даровница”, прошле године установљена, припало је Драшку Станивуковићу, градоначелнику Бања Луке – за изузетан допринос у очувању и промоцији ћирилице, српског језика и писма и због мера које су донете у Бања Луци у циљу заштите ћирилице. Док су захвалнице „Ћириличне баштине“ за посебно истицање у заштити и неговању ћирилице добили Национални парк Тара и Компанија „Златиборац“.
Програм манифестације
Након отварања и наступа гудачког трија РТС-a и младих чланова радионице „Арт момент”, у галерији Установе „Култура” отворена је изложба „Ћирифити”, коју чине графити исписани ћирилицом, аутора Петра Поповића Пироса.
Предавање о ћирилици, пригодном беседом, одржао је академик Миро Вуксановић, уредник едиције „Десет векова српске књижевности”. Такође, предавање о најстаријим српским ћириличким речницима одржала је проф. др Рајна Драгићевић, редовни професор на Катедри за српски језик са јужнословенским језицима на Филолошком факултету у Београду.
Програм је употпуњен школском едукативно-забавном игром „Тражим ћирилицу“, на теренима СРЦ „Браћа Милутиновић“, извођењем представе „Бедеми ћирилице“ која говоре о животу и раду Свете браће Ћирила и Методија, представљање књиге о Добрици Ерићу и посетом манастиру Рачи, уз стручно вођење и упознавање са историјатом манастира, уметничким наслеђем и значајем чувене Рачанске преписивачке школе.
Градоначелник Бањалуке је са председницом општине Бајина Башта у Лугу засадио дрво Панчићеве оморике и на овај начин започео праксу да добитници „Ћириличне даровнице“ саде дрво у СРЦ „Браћа Милутиновић“.

## Ћирилична баштина 2022.
У периоду од 21. до 24. маја 2022. године одржана је четврта по реду „Ћирилична баштина”, са циљем да подстиче и негује коришћење ћирилице, да на српском говорном подручју обогаћује културни идентитет и унапређује садржаје у области српског језика и културе.
У оквиру програма, у суботу 21. маја, званично је отворен и „Парк ћирилице” у центру Бајине Баште, први такав који је изграђен у Србији и земљама српског говорног подручја и који својим садржајима посетиоцима доноси причу о ћирилици и о чувеној Рачанској књижевној и преписивачкој школи.
Програм манифестације
Овогодишњи програм обиловао је квалитетним садржајима почев од предавања универзитетских професора др Мила Ломпара и др Виктора Савића, преко занимљиве изложбе калиграфије уметника Милорада Новаковића, конкурса „Чувари ћирилице”, дебате „Ћирилица/latinica”, такмичења беба у пузању „За бебу више, за слово ближе“, квалитетног музичког програма и представе „Бедеми ћирилице“ до Каравана културе говора са глумцима Миланом Босиљчићем и Марком Миловановићем и стручне трибине Арно Гујона, Слободана Роксандића и проф. др Радована Кнежевића.
По завршетку предавања професору Ломпару је председница општине Бајина Башта Весна Ђурић уручила захвалницу „Ћириличне баштине” за посебно истицањe у заштити и неговању ћирилице и промоцији српског језика и писма.
Добитник овогодишње Ћириличне даровнице је Арно Гујон, хуманиста и директор Управе за сарадњу с дијаспором и Србима у региону, за велики допринос у очувању српског националног писма, отварања школа на српском језику у иностранству, помоћи школама на Kоссову и Метохији и учешћу у „Kаравану културе говора“.

## Ћирилична баштина 2023.
Пета по реду Ћирилична баштина одржана је у периоду од 24. до 27. маја 2023. године у организацији Установе „Култура”, уз подршку Туристичке организације „Тара-Дрина” и Канцеларије за младе Бајина Башта, а под покровитељством Општине Бајина Башта.
Из године у годину подижући квалитет програма „Ћирилична баштина“ постигла је то да је овај пут у Бајину Башти довела нека од најзначајнијих имена из области српског језика и књижевности као и врсне књижевне, позоришне и научне посленике. Значајан део програма припремљен је у сарадњи са Матицом српском, а најстарија српска књижевна, културна и научна институција је и добитник „Ћириличне даровнице“, најпрестижније награде коју у Бајиној Башти додељују само једном годишње за изузетан допринос и нарочите заслуге у очувању и промоцији ћирилице и неговању српског језика и писма.
Програм манифестације
Манифестација је почела на дан Светих Ћирила и Методија, Светом литургијом у Манастиру Драча, древном центру преписивачке и књижевне школе и чувару српске писмености и ћирилице. После цереномије свечаног отварања, следило је додељивање награда награђеним учесницима на фото-конкурсу „Ћирилица надахњује” и учесницима на изложби ђачких ликовних радова „Ћирилица Баштом шета”. Пажњу присутних у галерији Установе „Култура” привукла је изложба експерименталне калиграфије „Ко још мари за Ћ” посвећена ћирилици, ауторке Софије Рабреновић (Софи Раб) из Чајетине.
У програму манифестације следило је предавање проф. др Часлава Копривице, „жива библиотека”, промоција књиге „Вук Караџић револуционар српског књижевног језика”, аутора Момчила Вуковића Бирчанина, представа „Мој отац Вук Караџић”, сентиментална исповест Вукове кћерке Мине, коју је по свом препознатљивом стилу интерпретирала глумица Љиљана Јакшић.
Велики научни округли сто о ћирилици, уз изузетну помоћ у организацији Матице српске, био је централни догађај читаве манифестације. Овај научни сто је и највећи искорак у односу на претходне манифестације, као један од значајнијих научних скупова везаних за ћирилицу. Учешће су узелели Проф. др Виктор Савић, Проф. др Марина Курешевић, Проф. др Исидора Бјелаковић, Проф. др Вања Станишић, Проф. др Владимир Поломац, Проф. др Лазар Димитријевић, Проф. др Александар Милановић, Градимир Аничић. У оквиру песничког кутка после великог округлог стола представљена је збирка песама „Азбучник” и „Вуковање” српске песникиње из Црне Горе Милице Бакрач.
Последњег дана манифестације, у преподневним сатима, у спортској хали је одржано такмичење беба у пузању „За бебу више, за слово ближе”. У градској галерији у вечерњим часовима одржано је књижевно вече Ивана Негришорца. По завршетку књижевне вечери, Матици српској је уручено најзначајније признање манифестације „Ћирилична баштина”. За изузетан допринос и нарочите заслуге у очувању и промоцији ћирилице, неговању српског језика и писма председнику Матице српске проф. др Драгану Станићу „Ћириличну даровницу” уручила је Весна Ђурић, председница општине Бајина Башта.

## Ћирилична баштина 2024.
Шеста Ћирилична баштина, сада већ традиционална манифестација у области културе и туризма посвећена је српском језику и очувању ћирилице, одржана је под слоганом „Бајне разгледнице из престонице ћирилице” трајала је од 22. до 26. маја. У реализацији ове културне, образовне и туристичке манифестације под покровитељством Општине Бајина Башта поред Установе „Култура” и Туристичке организације „Тара-Дрина” Бајина Башта учествовали су и Матица српска, Канцеларија за младе Бајина Башта, Народна библиотека „Милош Требињац” и Национални парк „Тара”.
Национални значај манифестације ове године наглашен је и тиме што је 6. Ћириличну баштину отворио министар културе у Влади Републике Србије Никола Селаковић који је током надахнутог говора поручио да је ћирилица једна од најважнијих карактеристика српског културног бића. „Ћирилична баштина” је и ове године у Бајину Башти довела нека од најзначајнијих имена у области српског језика као и врсне књижевне, позоришне и научне посленике. По свечаном отварању министар културе је посетио Музеј ћирилице који се уз велику финасијску помоћ Министарства културе гради у Рачи.
Програм манифестације
На свечаном отварању манифестације, председница општине Бајина Башта Весна Ђурић уручила је министру Николи Селаковићу захвалницу „Ћириличне баштине“ за изузетну подршку Министарства културе активностима Општине Бајина Башта на заштити и неговању ћирилице. Уз богат културно-уметнички програм овом приликом су додељене и награде за ауторе најбољих радова на међународном конкурсу „Најлепше жеље се пишу ћирилицом” и за ауторе најбољих ученичких радова на овогодишњим ћириличким конкурсима на територији општине Бајина Башта.
Другог дана манифестације студенти новосадског и нишког Филозофског факултета организовали су у Парку ћирилице и на градском шеталишту радионицу о глагољици под називом „АзБукиВеде”, након чега је Управној згради Националног парка Тара одржано предавање предавање о  реформаторима ћирилице: Сави Мркељу, Луки Миланову и  Вуку Стефановићу. Предавање су одржали проф. др Исидора Бјелаковић, шеф Катедре за српски језик и лингвистику Филозофског факултета у Новом Саду и секретар Одељења за књижевност и језик Матице српске и проф. др Александар Милановић, председник националног Савета за српски језик и професор на Катедри за српски језик са јужнословенским језицима Филолошког факултета у Београду. Због великог интересовања радионица „АзБукиВеде“ одржана је и следећег дана у Парку ћирилице уз учешће великог броја деце и младих.
У вечерњим часовима  у сали биоскопа "Влаја" организована је промоција дела писца Стевана Јешевића. Почасни гост на промоцији била је академик професор доктор Злата Бојовић. Стеван Јешевић, веран својој страсти према националној историји, аутор је књига Стефанов крст, Господин Вук Бранковић, Приче са Таре, Име на Зејтинлику, Смирај српске деспотовине.
У петак, 24. маја, на празник Светих Ћирила и Методија и Дан словенске писмености и културе у немањићком манастиру Рача служена је Света Литургија. Беседу посвећену светој солунској браћи после Литургије одржао је Његово Преосвештенство владика др Јован Пурић. У вечерњим часовима о најновијим издањима Матице српске, Одељења за књижевност, говорили су проф. др Исидора Бјелаковић и проф. др Александар Милановић, у Дому ћирилице у Рачи, надомак древног манастира Рача што је била и прва културна активност у објекту будућег Музеја ћирилице. Том приликом додељена је награда Ћирилична даровница академику проф. др Злати Бојовић. Приликом доделе професорка Бојовић је у згради будућег Музеја ћирилице одржала предавање „Српски језик и ћирилица у Дубровнику” што је и прво научно предавање у овом простору после реконструкције зграде за потребе музеја. Током овог дела програма на истом месту отворена је и изложба ћириличких минијатура.
У суботу, 25. маја програм је почео на градском тргу отварањем изложбе посвећене Петру Kочићу „Ружа у мећави” што је пропраћено и предавањем професора Зорана Пејашиновића. Присутнима се испред Архива Републике Српске обратио др Владан Вуклиш, помоћник директора. У 18 часова одржан је културно-уметнички програм ученика средњошколског центра „Пале” у биоскопу „Влаја” што је поред сарадње са Архивом Републике Српске био још један вид укључивања у  „Ћириличну баштину” са српског говорног подручја, а који нису из Србије. Након овог програма уприличена је додела ћириличке захвалнице „Дневној дози правописа”. У 20 часова у градском биоскопу монодрама “На Дрини ћуприја” у изведби великана нашег глумишта, Тихомира Станића.
У недељу, 26. маја, програм је почео у 10 часова традиционалном трком беба „За бебу више, за слово ближе” која се одржала у Парку ћирилице у центру Бајине Баште. У 12  часова у управној згради Националног парка „Тара” одржана је промоција књиге Момчила Вуковића Бирчанина Династија Немањића, жене владара, задужбине и цркве (1168-1371).
Финале овогодишње манифестације било је у 20 часова у градском биоскопу наступом Пере и Милоша Зупца под називом „Жива реч”.

## Ћирилична баштина 2025.
Седма по реду Ћирилична баштина, као најзначајнија национална манифестација посвећена ћирилици, одржана је у Бајиној Башти од 22. до 25. маја 2025. године. У реализацији ове културне, образовне и туристичке манифестације под покровитељством Општине Бајина Башта поред Установе „Култура” учествовали су и Матица српска, Народна библиотека „Милош Требињац”, Туристичка организација „Тара-Дрина” Бајина Башта и Канцеларија за младе Бајина Башта. „Ћирилична баштина“ је и ове године у престоницу ћирилице довела нека од најзначајнијих имена у области српског језика као и врсне књижевне, позоришне и научне посленике.
Највећи део овогодишњег програма, до сада најразноврснијег и најквалитетнијег, одржан је у Музеју ћирилице у Рачи који је од стране Владе Републике Србије баш током трајања 7. Ћириличне баштине основан као државни музеј и јединствена национална установа културе посвећена очувању, проучавању и промоцији ћириличког писма, као темељног дела српске и словенске културне баштине.
Програм манифестације
Манифестација је свечано отворена у четвртак, 22. маја, у Музеју ћирилице, а поздравну добродошлицу у препуном комплексу Дома ћирилице упутили су Никола Васиљевић, директор Установе „Култура” и Синиша Спасојевић, председник Организационог одбора манифестације и помоћник председника општине Бајина Башта. Они су истакли да су се трудили да обогате програм новим садржајима, а да им је посебно драго што виде да култура у Бајиној Башти окупља велики број људи и то не само из нашег града већ и много шире. Манифестацију је званично отворио председник општине Бајина Башта Миленко Ордагић.
Програм отварања обележила је додела награда ауторима најбољих песама пристиглих на конкурс „Писмо душе, глас традиције“, посвећених ћирилици. На конкурс је стигло преко 130 песама из Србије, Црне Горе, Републике Српске, Федерације БиХ, Немачке, Канаде, Северне Македоније, Хрватске... Прву награду добила је Весна Марјанов из Вршца, другу Радмила Стојадиновић из Пожаревца, а трећу Виолета Милићевић из Београда. Свим награђенима су уручене захвалнице и поклон пакети „Ћириличне баштине”, а затим су прочитале своје песме. 
Након свечаности уручења награда, отворена је изложба „Божанско надахнуће – Мирослављево јеванђеље”, a отварању је претходила беседа архимандрита Саве Ристића, дугогодишњег игумана Манастира Рача. Бројној публици се обратио и аутор изложбе, Вељко Топаловић, који је све заинтересоване провео кроз историјат и путовање Мирослављевог јеванђеља кроз векове уз посебан осврт на причу о његовом чувању у оближњем Манастиру Рача. На изложби је приказана највернија могућа копија оригинала и први факсимил у свету који има верну репродукцију осликавања на злату. Током свих дана трајања манифестације био је обезбеђен превоз од школа до Раче за заинтересоване ђаке из бајинобаштанских школа па су стручно вођену изложбу о Мирослављевом јеванђељу виделе хиљаде ученика али и бројне организоване групе и заинтересовани појединци.
У вечерњим часовима првог дана 7. „Ћириличне баштине“ у препуном градском биоскопу одиграна је представа „Аутобиографија” Театра Вук из Београда, по тексту Бранислава Нушића, у драматизацији и режији Небојше Броћића, са изузетном глумачком поделом коју је предводио Никола Ракочевић.
Другог дана „Ћириличне баштине“ у Музеју ћирилице уручена је најзначајнија награда манифестације. Организациони одбор „Ћириличне баштине” једногласно је усвојио предлог да се ове године награда „Ћирилична даровница” додели академику Милосаву Тешићу за вишедеценијско ангажовање на заштити, очувању и промоцији ћирилице и неговању српског језика и писма. Након примања Ћириличне даровнице, коју му је уручио председник општине Миленко Ордагић, академик Милосав Тешић је одржао једночасовно поетско вече, а о његовом књижевном делу говорио је Милета Аћимовић Ивков.
У оквиру програма 7. „Ћириличне баштине“ 23. маја од 20 часова публика у Бајиној Башти је имала јединствену прилику да у градском биоскопу ужива у играном филму „Ћирило и Методије – словенски апостоли” чешког редитеља Петра Николаева. 
Традиционално на сам празник Светих Ћирила и Методија и Дан словенске писмености и културе програм је почео Светом литургијом у Манастиру Рача после које је беседу одржао рачански игуман архимандрит Герман Авакумовић. 
У поподневним часовима у Музеју ћирилице председник Организационог одбора манифестације, Синиша Спасојевић, уручио је захвалницу за посебно истицањe у заштити и неговању ћирилице и промоцији српског језика и писма Дејану Матићу, неуморном активисти у одбрани ћирилице. Од 2014. године он се активно и успешно бори за употребу ћириличког писма као члан Удружења за одбрану ћирилице „Добрица Ерић”. Током тих активности дошло је до бројних промена и примене закона и као последица тога до веће употребе ћириличког писма. 
После тога у Музеју ћирилице одржано је веома занимљиво представљање новијих издања Матице српске, најстарије српске књижевне, културне и научне институције. Богат издавачки програм Матице српске представили су проф. др Исидора Бјелаковић, мср Милена Кулић и Светлана Милашиновић. Матица српска, као суорганизатор „Ћириличне баштине”, ове године је учествовала и у реализацији радионица „Матица српска - прича за велике и мале” које су била намењене ученицима основних школа и која су изазвале велико интересовање. 
На Дан Светих Ћирила и Методија и Дан словенске писмености и културе, било је предвиђено да у новом амфитеатру Дома ћирилице буде изведена монодрама „Слушај како говорим – Сава Мркаљ” у извођењу глумца Дејана Стојаковића али је због лоших временских услова представа о првом великом реформатору српске ћирилице и човеку чији значај још увек није довољно признат и познат у српској јавности изведена у градском биоскопу.
Последњег дана Ћириличне баштине у Парку ћирилице одржана је већ традиционална најслађа трка беба у пузању „За бебу више, за слово ближе” која је привукла највећи број учесника у досадашњим годинама. У библиотеци „Милош Требињац” изузетни доктор физике и отац осморо деце Милан Обрадовић представио је књигу „Пречник страним речима и изразима” чија је основна сврха да нас одучи од туђица и доведе до познања и знања српских речи. Током манифестације је у Парку ћирилице и на градском шеталишту отворена и едукативна изложба „Сизифова правописна правила” аутора Бојана Јокановића, теолога из Добоја која је улице Бајине Баште красити и током месеца јуна. Седма „Ћирилична баштина” је завршена изванредним концертом Интермецо квартета и Теодоре Тапавички.